# Microdipoena elsae
Espèce
Statut de conservation UICN

 LC  : Préoccupation mineure
Microdipoena elsae est une espèce d'araignées aranéomorphes de la famille des Mysmenidae.

## Distribution
Cette espèce se rencontre aux Seychelles, aux Comores et au Congo-Kinshasa.

## Description
Le mâle holotype mesure 1,0 mm et la femelle paratype 1,2 mm.
Le mâle décrit par Zhang et Lin en 2023 mesure 1,04 mm et la femelle 0,92 mm.

## Systématique et taxinomie
Cette espèce a été décrite par Saaristo en 1978.

## Étymologie
Cette espèce est nommée en l'honneur d'Elsa Saaristo, la tante de Michael Ilmari Saaristo.

## Publication originale
- Saaristo, 1978 : « Spiders (Arachnida, Araneae) from the Seychelle islands, with notes on taxonomy. » Annales Zoologici Fennici, vol. 15, p. 99-126.